# Râul Valea Mică, Cibin
Râul Valea Mică este un curs de apă, afluent al râului Valea Mare. 